# Gemma Marín
Gemma Marín (Valencia, 19 de julio de 1986) es una actriz española, reconocida por su participación en series de tdelevisión como Cambio de clase, La duquesa, Aída y La que se avecina.

## Filmografía

### Televisión
- 2007: Cuenta atrás
- 2008: Física o química
- 2009: Cambio de clase
- 2010: La duquesa
- 2009-2010: Aída
- 2010: Tierra de lobos
- 2011: La que se avecina
- 2016: Betrayed

### Cine
- 2012: Pegado a tu almohada como Marta
- 2013: Not So Young como Lianna